# Глембочизна
Глембочизна (пол. Głęboczyzna) — село в Польщі, у гміні Суховоля Сокульського повіту Підляського воєводства.
Населення — 93 особи (2011).
У 1975-1998 роках село належало до Білостоцького воєводства.

## Демографія
Демографічна структура станом на 31 березня 2011 року:
|          | Загалом | Допрацездатний вік | Працездатний вік | Постпрацездатний вік |
| -------- | ------- | ------------------ | ---------------- | -------------------- |
| Чоловіки | 50      | 11                 | 30               | 9                    |
| Жінки    | 43      | 4                  | 21               | 18                   |
| Разом    | 93      | 15                 | 51               | 27                   |